# 伊羅興文獻
伊羅興文獻（英語：Elohist），又譯伊羅欣文學，簡稱E典（E）、伊來源（E source），在底本學說中，是妥拉的四大來源之一，其名稱來源是這個文獻中稱呼以色列人的上帝為伊羅興（Elohim）。
伊羅興文獻的一個特點，是使用何烈山這個地名，將摩西取得上帝十誡的地方定在何烈山。將迦南人稱呼為亞摩利人。強調敬畏上帝的觀念是另一個特色。伊羅興文獻被認為主要來自在北方的以法蓮支派，在以色列王國時期編輯成書。可能成書於公元前9世紀的下半期。
因為伊羅興文獻的內容片斷而零散，許多學者相信伊羅興文獻不是來自於單一獨立組織良好的文獻。可能是源自更早期的多個不同的口述傳統，在耶和華文獻編輯時才將用片斷方式將這些段落採用進來。

## 概論
在伊羅興文獻中，稱呼上帝為伊羅興或埃爾，直到上帝首次在摩西面前顯現之後，才用YHWH（希伯來語：יהוה）來稱呼上帝。
伊羅興文獻特別強調雅各之子約瑟與約書亞的故事，對於亞倫採取負面態度（一個例子為金牛犢事件）。記載了以色列十個支族（包括但、拿弗他利、迦得、亞設、以薩迦、西布倫、以法蓮、瑪拿西、便雅憫，以及利未）的故事，但缺少了呂便，西緬與猶大三族。重視以色列王國超過於猶大王國（例如，強調示劍是用購買來的，而避談屠殺事件）。文獻中強調耶羅波安一世出身的以法蓮支派，是特別重要的支族。因此，伊羅興文獻被認為反映了以色列王國在公元前722年覆亡後，由北方向南方猶太地區遷移避難的以色列人觀點。